# Хејглер (Небраска)
Хејглер (енгл. Haigler) град је у америчкој савезној држави Небраска.

## Демографија
По попису из 2010. године број становника је 158, што је 53 (-25,1%) становника мање него 2000. године.
| Група             | 2000.       | 2010.       |
| Белци             | 191 (90,5%) | 143 (90,5%) |
| Афроамериканци    | 0 (0,0%)    | 1 (0,6%)    |
| Азијати           | 0 (0,0%)    | 0 (0,0%)    |
| Хиспаноамериканци | 15 (7,1%)   | 9 (5,7%)    |
| Укупно            | 211         | 158         |